# Фукс, Игорь Григорьевич
Фукс Игорь Григорьевич (26 июля 1937, Ленинград — 15 мая 2010, Москва) — заслуженный деятель науки Российской Федерации, доктор технических наук, профессор.

## Основные даты жизни и трудовой деятельности
- 26 июля 1937 г. — родился в Ленинграде в семье видного советского учёного-химика, профессора Григория Исааковича Фукса (1911—1983)
- 1944—1954 учёба в средней школе № 178 г. Москвы
- 1954—1959 учёба на технологическом факультете Московского нефтяного института имени И. М. Губкина
- 1959—2010 работа в Российском государственном университете нефти и газа имени И. М. Губкина
- 1959—1963 младший научный сотрудник кафедры масел и смазок
- 1963—1965 аспирант кафедры
- 1964 г. — первая научная публикация в научно-техническом журнале, посвященная изучению влияния наполнителя на свойства литиевых смазок
- 1966 г. — защита диссертации на соискание ученой степени кандидат технических наук
- 1966—1967 старший научный сотрудник кафедры
- 1967—1969 ассистент кафедры
- 1969—1974 старший преподаватель кафедры
- 1974—1982 доцент кафедры химии и технологии смазочных материалов и химмотологии
- 1979—1986 заместитель заведующего кафедрой химии и технологии смазочных материалов и химмотологии
- 1980 г. — защита диссертации на соискание ученой степени доктора технических наук
- 1982 г. — присвоение ученого звания профессор
- 1982—1992 профессор кафедры химии.и технологии смазочных материалов и химмотологии
- 1992—2007 заведующий кафедрой химии и технологии смазочных материалов и химмотологии
- 1993—1994 декан факультета химической технологии и экологии
- 1994—2001 заместитель главного редактора; до 2010 г. член редколлегии журнала «Химия и технология топлив и масел»
- 2007—2010 гг. — профессор кафедры химии и технологии смазочных материалов и химмотологии
- 15 мая 2010 — умер после тяжелой и продолжительной болезни. Похоронен в Москве на армянской территории Ваганьковского кладбища

## Научно-производственные и общественные достижения
- Член Ассоциации нефтепереработчиков и нефтехимиков России (с 1994)
- член американского общества SAE; член Ассоциации трибологов РФ (с 1996)
- заместитель главного редактора журнала «Химия и технология топлив и масел» (1994)
- член Специализированных ученых советов по защите докторских диссертаций РГУ нефти и газа им. И. М. Губкина, УГНТУ (Уфа) и ИФХ АН РФ
- член-корреспондент РАЕН (1996)
- член РАЕН (1997)

## Ученые степени и звания
- кандидат технических наук (1966)
- доцент (1972)
- доктор технических наук (1980)
- профессор (1982)

## Награды
- Заслуженный деятель науки Российской Федерации (1997);
- Отличник Миннефтехимпрома (1990)
- Заслуженный работник Минтопэнерго РФ (1995)
- Почётный работник высшего профессионального образования РФ (1997)
- Почетный работник топливно-энергетического комплекса (1999)
- награждён грамотой «За отличные успехи в работе Минвуза СССР» (1987)
- медаль имени П. Л. Капицы
- 1999 г. — присвоение звания «Почетный работник ТЭК Российской Федерации»
- 2003 г. — награждение медалью им. В. Г. Шухова
- 2005 г. — награждение медалью им. Н. К. Байбакова
- 2006 г. — награждение медалью РГУ нефти и газа имени ИМ. Губкина «За заслуги перед Университетом»

## Сочинения
- Исследование и разработка пластичных смазок с присадками и наполнителями : диссертация ... доктора технических наук : 05.17.07. - Москва, 1979. - 356 с. : ил.
- Пластичные смазки [Текст]. - Москва : Химия, 1972. - 158 с. : ил.; 20 см. - (Б-чка молодого рабочего).
- Добавки к пластичным смазкам / И. Г. Фукс. - М. : Химия, 1982. - 247 с. : ил.; 20 см.
- Пластичные смазки [Текст] : Библиогр. указ. : Дис., кн. на рус. яз., конференции, библиогр. изд. / [Синицын Владимир Владимирович, Фукс Игорь Григорьевич, Маркушина Д.С.]. - 3-е изд., доп. - Киев : [б. и.], 1979. - 75 с.; 20 см.
- Введение в трибологию / И. Г. Фукс, И. А. Буяновский; Гос. ком. РФ по высш. образованию. Гос. акад. нефти и газа им. И. М. Губкина. - М. : Нефть и газ, 1995. - 278 с. : ил., портр.; 20 см.
- Изменения в смазочных материалах при температурном воздействии в процессе их производства и применения / И. Г. Фукс, О. Э. Гар. - М. : ЦНИИТЭнефтехим, 1985. - 55 с. : ил.; 20 см. - (ISSN 02021347).
- Уплотнительные смазочные материалы [Текст] / И. Г. Фукс, В. В. Вайншток. - Москва : [б. и.], 1968. - 90 с. : ил.; 21 см. - (Аналитические и сопоставительные обзоры. Серия "Переработка нефти"/ М-во нефтеперерабатывающей и нефтехим. пром-сти СССР. Центр. науч.-исслед. ин-т техн.-экон. исследований нефтеперерабатывающей и нефтехим. пром-сти).
- Основы химмотологии. Химмотология в нефтегазовом деле : учеб. пособие для подгот. бакалавров и магистров по направлению 553600 "Нефтегазовое дело" и дипломир. специалистов по направлениям 650700 "Нефтегазовое дело" и 657300 "Оборудование и агрегаты нефтегазового пр-ва" / И. Г. Фукс, В. Г. Спиркин, Т. Н. Шабалина; М-во образования и науки Рос. Федерации, Рос. гос. ун-т нефти и газа им. И. М. Губкина. - М. : Нефть и газ, 2004 (ФГУП Изд-во Нефть и газ РГУ нефти и газа им. И.М. Губкина). - 279 с. : ил., табл.; 20 см.; ISBN 5-7246-0311-X (в обл.)
- Свойства, производство и применение пластичных смазок [Текст] : Учебное пособие для студентов заоч. фак. по специальности 0801 - химическая технология переработки нефти и газа / И. Г. Фукс ; Отв. ред. доц. И. П. Лукашевич ; М-во высш. и сред. спец. образования СССР. Моск. ин-т нефтехим. и газовой пром-сти им. И. М. Губкина. - Москва : [б. и.], 1970. - 173 с. : ил.; 20 см.
- Производство нефтяных масел [Текст] / Г. И. Глазов, И. Г. Фукс. - Москва : Химия, 1976. - 192 с. : схем.; 20 см. - (Библиотечка молодого рабочего).
- Технологические пути обеспечения качества смазочных материалов [Текст] / И. Г. Фукс [и др.] ; под ред. И. Г. Фукса. - Самара : Офорт, 2010. - 82 с. : ил., табл.; 20 см.; ISBN 978-5-473-00619-3

## Семья
Первая жена (1959) - Ирина Владимировна Шхиянц, дочь Ольга. Вторая жена (1982) - Галина Михайловна.